# Koloale FC Honiara
Der Koloale FC Honiara ist ein Fußballverein von den Salomonen. Er spielt in der Honoria FA League, die er 2001, 2003 und 2008 gewann. Parallel dazu spielt der Verein in der höchsten Liga der Salomonen mit, die der Klub 2003 und 2008 gewann. Der Gewinn der Salomonen-Meisterschaft brachte dem Verein die Qualifikation zur OFC Champions League 2008/09 ein. In dieser stieß der Verein bis ins Finale vor, welches man allerdings nach einer 2:7-Hinspielniederlage und einem 2:2 im Rückspiel gegen den Auckland City FC verlor.